# Lijst van beschermd erfgoed in Léglise
Onderstaande tabel geeft een overzicht van de beschermde erfgoederen in de gemeente Léglise. Het beschermd erfgoed maakt deel uit van het cultureel erfgoed in België.
| Object | Bouwjaar/architect | Deelgemeente | Adres | Coördinaten                   | Nummer?                | Afbeelding |
| --- | ------------------ | ------------ | ----- | ----------------------------- | ---------------------- | ---------- |
| Ensemble van de kerk Saints-Pierre-et-Paul, de begraafplaats en de heuvel "Haut de la Cour"                                                         |                    |              |       | 49° 46' 6" NB, 5° 31' 0" OL   | 84033-CLT-0001-01 Info |            |
| Forge Haute: brug-dam, alle oude gebouwen, kalkovens en de ruïnes van de oude smederijen en de groep gevormd door smeden en de omliggende terreinen |                    |              |       | 49° 45' 9" NB, 5° 31' 22" OL  | 84033-CLT-0003-01 Info |            |
| Vallei van de Géronne |                    |              |       | 49° 52' 32" NB, 5° 35' 25" OL | 84033-CLT-0004-01 Info |            |
| Ensemble van de voormalige ijzerfabriek en de omliggende terreinen                                                                                  |                    |              |       | 49° 45' 40" NB, 5° 31' 16" OL | 84033-PEX-0001-01 Info |            |